# Инхумација
Инхумација (лат. humus — земља, тло) подразумева укопавање људског тела у тло у релативно интактном облику. Ово је најстарији и најраспрострањенији начин сахрањивања, који се среће од праисторијских заједница до данас.
Често се употребљава и синоним скелетно сахрањивање, који није претерно прецизан, јер може асоцирати на секундарно сахрањивање декарнираног скелета.
Положај тела може бити различит:
- опружено на леђима
- положено са лицем према тлу
- положено на бок
- у седећем положају
- у згрченом (феталном) положају

У историјским и праисторијским културама свака етничка заједница је имала специфичан начин сахрањивања, преко којих се данас тумаче одлике религије и културе.
Лежећи положај код примарног сархањивања и бојење костију код секундарног представљају жељу за животом (идеја да покојник спава или је обојен у црвено, боју која је симбол живота).

## Инхумација током праисторије
О сахрањивању током палеолита немамо много података. Неандерталац је сахрањивао своје мртве и да је то, бар у неким случајевма, радио са пиететом (пример је »Цветна сахрана« у пећини Шанидар у Ираку, где је пронађен поленов прах од цветног биља који указује да је покојних био прекривен цвећем).
Шалозијенска, шелска и ашелска култура, које се датују на прелаз између доњеу у средњи палеолит и које одговарају геолошкој епохи диливијума, не доносе доказе о организованим људским заједницама, а сахрањивање се тумачи као нагонска радња склањања или сакривања мртвог саплеменика. Претпоставља се да у овом периоду човек није имао идеју о загробном животу.
Материјални остаци развоја духовне концепције јављају се у Мустеријерској култури током периода средњег палеолита.
Периоду средњег и горњег палеолита припадају скелети пронађени у француској пећини Ла Фераси. Овде је пронађено камење, које је покривало покојника, преко кога је поређано мустеријерско оруђе, остаци животиња и пепео. Слична сахрана откривена је на локалитету Тешик Таш у Узбекистану, где је лобања неандерталског дечака била окружена костима козорога. У билизини Ла Шапел о Сена у Француској отривен је сличан налаз. Изузетно је занимљива некропола Грималди, где је отривен скелет у потпуности обојено окером.
Током мезолита су се дешавале велике економске и друштвене промене, које су се као последицу донеле континуирано формално сахрањивање. Веома значајне податке донело је истраживање локалитета на Ђердапу. Покојници су били сахрањивани у различитим положајима, гробови су имали облик раке са каменим платформама.
У неолиту је инхумација била једини облик сахрањивања, претежно унутар насеља, махом у појединачним гробовима у згрченом положају.
У Египту, током млађег неолита сачуван је велики број гробова, који се датују у око 3500. годину п. н. е. Прилог је било оружје, прибор за рад и посуде са јелом и пићем. У долини Нила пронађени су и мумифицирани покојници.
На територији Европе током овог периода инхумација је била једини облик сахрањивања. У Уњетичкој култури присутни су плитки равни гробови са згрченцима, у Мокрину је отривена Лалина хумка са преко 400 идивидуа.
Током средњег бронзаног доба карактеристични су тумули, а јавља се и кремација.
Биритуално сахрањивање карактеристично је за Халштатску културу.

## Антички период
У старој Грчкој практикована је упоредо инхумација и инцинерација (током архајског периода мање је заступљена инхумација). У класичнм периоду мртви се полажу у окна или јаме чији су зидови понекад обложени гипсом и прекривани су плочама. Из овог периода потичу и глинени или камени саркофази.
Римљани су такође практиковали биритуално сахрањивање, начин је зависио од породичне или регионалне традиције. Облици гробова су разноврсни. У најстаријем периоду јављају се саркофази или издубљено дебло. Касније се над гробом граде споменици.

## Историјске епохе
У каснијим историјским епохама обичаји се кодификују у складу са религијском традицијом.